# جنگ صلیبی دوم
جنگ صلیبی دوم (۱۱۴۷–۱۱۴۹ میلادی) دومین جنگ بزرگ صلیبی بود که از اروپا به‌عنوان یک جنگ مقدس کاتولیکی (لاتین) علیه اسلام آغاز گشت. این جنگ در سال ۱۱۴۴ م در پاسخ به سقوط کُنت‌نشین اِدسا به‌دست نیروهای زنگیان آغاز شد. اِدسا (شانلی‌اورفه کنونی) در هنگام نخستین جنگ صلیبی (۱۰۹۹–۱۰۹۶ م) به‌وسیلهٔ بالدوین بوین و در سال ۱۰۹۸ م تأسیس شد. این کُنت‌نشین نخستین ایالت صلیبی بود که تأسیس گشت و همچنین نخستین جایی بود که سقوط می‌کرد. تسخیر ادسا توسط نورالدین زنگی موجب گسیل سربازان صلیبی از غرب به سوی شرق گشت و دامنهٔ آن در سال ۱۱۴۸ م به سرزمین شام رسید.
آغاز جنگ صلیبی دوم توسط پاپ اوژن سوم اعلان شد؛ و نخستین مورد از جنگ‌های صلیبی بود که به‌وسیلهٔ شماری از اشراف اروپایی و نیز دو تن از پادشاهان اروپایی یعنی لوئی هفتم پادشاه فرانسه و کنراد سوم پادشاه آلمان رهبری می‌شد. این جنگ در سه جبههٔ شرق، غرب و شمال اروپا به‌وقوع پیوست گرچه جریان اصلی و مهم‌تر این لشکرکشی‌ها در جبههٔ شرق روی داد. ارتشِ دو پادشاه، جداگانه در سراسر اروپا حرکت کرده و پس از عبور از قلمرو بیزانس به آناتولی رسیدند، و هر دو ارتش به‌طور جداگانه از نیروهای سلجوقیان روم شکست خوردند.
اد دو دوی تاریخ‌نگار فرانسوی که آثارش از منابع اصلی مسیحیت غربی به‌شمار می‌رود و نیز مسیحیان سریانی براین باورند که امپراتور بیزانس، مانوئل یکم، به‌طور مخفیانه مانع پیشروی جنگجویان صلیبی به‌ویژه در آناتولی می‌شد و حتی گفته‌اند که او عمداً به ترکان سفارش کرد تا به آن‌ها حمله کنند. سرانجام لوئی و کنراد و بقایای سپاه آنان در سال ۱۱۴۸ م به اورشلیم رسیدند و بدون در اختیار داشتن اطلاعات کافی به دمشق حمله نمودند. جنگ صلیبی در شرق به شکست صلیبی‌ها و پیروزی بزرگ مسلمانان منجر شد، و در نهایت تأثیر کلیدی بر سقوط اورشلیم و آغاز جنگ صلیبی سوم در پایان قرن دوازدهم میلادی داشت.
تنها موفقیت قابل توجه مسیحیان در جنگ صلیبی دوم در سال ۱۱۴۷ م به‌وسیلهٔ نیروی مشترک ۱۳۰۰۰ تنی فلامان‌ها، فریسی‌ها، نورمن‌ها، انگلیسی‌ها، اسکاتلندی‌ها و صلیبی‌ها آلمانی روی داد؛ هنگامی که ارتش آن‌ها در راه سفر دریایی به سرزمین مقدس توقف کرد و ارتش پرتغالی کوچک‌تری شامل ۷۰۰۰ تن را در تصرف لیسبون و اخراج اشغالگران مورو یاری رساند.

## پیش‌زمینه

### ظهور زنگیان و سقوط ادسا
پس از نخستین جنگ صلیبی و شکل‌گیری دولت‌های صلیبی در اراضی مقدس، موج‌های جدید از حملات مسیحیان برای بسط و توسعهٔ قلمروی دولت‌های صلیبی آغاز شد. با وجود شکست صلیبیون در جنگ صلیبی سال ۱۱۰۱ در آناتولی، سایر جنگ‌های صلیبی در اراضی مقدس با موفقیت همراه بود و مناطقی همچون صیدا، صور و بانیاس به قلمروی دولت‌های صلیبی ضمیمه و دمشق تحت امر خاندان بوری نیز خراج‌گزار صلیبیون شد. در مناطق شمالی درگیری پیرامون حلب و کنت‌نشین ادسا نیز ادامه یافت؛ چراکه صلیبیون درصدد بودند با حفظ ادسا ارتباط غرب با شرق جهان اسلام را قطع و از این طریق امنیت پادشاهی ارمنی کیلیکیه و شاهزاده‌نشین انطاکیه را تأمین کنند. علاوه بر اراضی مقدس و شام، دامنهٔ حملات صلیبیون در نیمهٔ نخست قرن ۱۲ به جنوب نیز کشیده شد؛ در سال ۱۱۱۸ صلیبیون با فرماندهی بالْدِوین یکم (پادشاه اورشلیم) به مصر که تحت حاکمیت خلافت فاطمیان بود و در سال بعدش به‌طور منظم به آن سوی رود اردن حمله کردند.
از میان دولت‌های صلیبی، کنت‌نشین ادسا شمالی‌ترین و همچنین ضعیف‌ترین و کم‌جمعیت‌ترین دولت صلیبی در اراضی مقدس به‌شمار می‌رفت. به همین دلیل ادسا توسط دولت‌های مسلمانِ اطراف که تحت فرمانروایی آل اَرتُق، دانشمندیان و ترکان سلجوقی قرار داشتند مکرراً تحت حمله قرار می‌گرفت. کُنت بالدوین دوم و ژوسْلین — که بعدها پس از بالدوین جانشین وی در ادسا شد — پس از شکست‌شان از نیروهای سلجوقی  در نبرد حَرّان در سال ۱۱۰۴ اسیر شده بودند، بار دیگر هر دو در سال ۱۱۲۲ توسط نیروهای آل ارتق به اسارت درآمدند. اگرچه وضعیت آشفتهٔ کنت‌نشین ادسا پس از پیروزی نیروهای متحد صلیبی در نبرد اَعْزاز در سال ۱۱۲۵ تاحدودی بهبود یافت، اما با مرگ ژوسلین در سال ۱۱۳۱، دیگر بار دچار آشفتگی و افول شد. در این وضعیت جانشین او ژوسلین دوم مجبور به ایجاد اتحاد نظامی با امپراتوری بیزانس شد؛ اما در سال ۱۱۴۳، امپراتور بیزانس ژان دوم و پادشاه اورشلیم فولْک هردو درگذشتند. از طرفی ژوسلین که با کُنت طرابلس و شاهزادهٔ انطاکیه درگیر بود، ادسا را بدون هیچ متحد قدرتمندی رها کرد.
اختلافات میان کنت ادسا با کنت طرابلس و شاهزاده انطاکیه و همچنین مرگ ناگهانی پادشاه اورشلیم، موقعیت مناسبی برای اتابکِ زنگیِ موصل فراهم کرد تا بتواند جهاد و جنگ خود را علیه دولت‌های صلیبی آغاز کند. عمادالدین زنگی فرزند آق سَنقر الحاجِب، فرمانده ترک و حاکم حلب در دورهٔ ملکشاه سلجوقی، بود. عمادالدین که در آن ایام که ۱۰ سال بیشتر نداشت، به موصل رفت و کربغُا، اتابک موصل، سرپرستی او را برعهده گرفت. پس از مرگ کربغا در سال ۱۱۰۲ و آغاز جنگ میان اتابکان سلجوقی جزیره و شام بر سر موصل، عمادالدین توانست بر سایر رقبا پیروز شود و کنترل موصل را در سال ۱۱۲۷ در ادامه حلب (۱۱۲۸) و حماة (۱۱۳۰) در دست بگیرد تا توجه او به دمشق معطوف شود. تلاش‌های مکرر او برای فتح دمشق با شکست روبه‌رو شد اما حملات او تلفات سنگینی به شهر دمشق وارد کرد. با احتمال سقوط دمشق، اتابک معین‌الدین اُنُر، سفیر خود، اُسامة بن مُنْقِذ، را به اورشلیم فرستاد تا بتواند حمایت و کمک صلیبیون را برای مقابله با خطر زنگی جلب کند. پادشاه اورشلیم که نمی‌خواست شاهد توسعهٔ قدرت عمادالدین به قلمروی لاتین باشد، با اتحاد میان اورشلیم و دمشق موافقت کرد. عمادالدین زنگی که این اتحاد را مانعی برای رسیدن به دمشق می‌دید، توجه خود را معطوف امور بین‌النهرین و جِزیره (ابن عمر) کرد تا تهدید زنگی برای دمشق و معین‌الدین انر از میان برود.
پس از فتح حلب توسط عمادالدین زنگی، ارتقیان (آل ارتق) همچون اتابکان دمشق نگران توسعه‌طلبی بیش از پیش زنگیان در شام و جِزیره شوند. آن‌ها که پیشتر دشمن صلیبیون بودند و توانسته بودند آن‌ها را در نبردهایی همچون نبرد حَرّان و دشت خون شکست دهند، پس از غارت کنت‌نشین ادسا در ۱۱۲۰، سرانجام با صلیبیون صلح کردند. این شرایط سبب شد تا در اواخر سال ۱۱۴۴، قرا ارسلان، بیگ حِصن کَیفا که از نوادگان سُکمان بود، با ژوسلین دوم کنت ادسا متحد شود تا با همراهی یکدیگر جنگی را علیه حلب آغاز کنند. با توافق طرفین، ژوسلین به همراه نیروهایش از ادسا خارج و عازم تل باشر شد تا به نیروهای ارتقی بپیوندد. عمادالدین که در این زمان به واسطهٔ شرایط دولت‌های صلیبی برتری نسبی در شام داشت، با اطلاع از حرکت ژوسلین و نیروهایش به سمت تل باشر، به سرعت عازم ادسا شد و این شهر را در ۲۸ نوامبر ۱۱۴۴ محاصره کرد. ژوسلین با اطلاع از خبر محاصره شدن ادسا، از سایر دولت‌های صلیبی تقاضای کمک کرد؛ رِیْمون پواتیه، شاهزاده انطاکیه، نیز که در این زمان با نیروهای بیزانس درگیر بود، درخواست ژوسلین نادیده گرفت و ملکه مِلیسانْد نیز که نائب حکومت فرزندش در اورشلیم بود، نیروهای کمکی خود را به رهبری مانسِس هیِرژ و فیلیپ مایْلی عازم ادسا کرد اما آن‌ها نتوانستند به موقع به این شهر برسند. شهر ادسا از استحکامات دفاعی خوبی برخوردار بود اما ژوسلین به همراه بیشتر نیروهایش در تل باشر مستقر بود. در شب ۲۳ دسامبر، نیروهای ترک و کرد زنگی از دیوارها به درون شهر رخنه کردند و توانستند شهر را به تصرف خود درآوردند. در سال ۱۱۴۶ و به دنبال قتل عمادالدین توسط غلامش، ژوسلین برای بازپس‌گیری ادسا اقدام کرد. نیروهای صلیبی تحت فرمان ژوسلین و بالدوین مرعش موفق به تصرف شهر شدند اما از رسیدن به قلعه شهر بازماندند تا آن که امیر جدید زنگی، نورالدین زنگی، محاصرهٔ قلعهٔ ادسا شکست و بار دیگر شهر را تصرف کرد. پس از فتح شهر، جمعیت مسیحی شهر به دستور نورالدین زنگی کشته و از دیوارهای شهر آویزان شدند. این محاصره پایانی برای کنت‌نشین ادسا بود تا بدین ترتیب نخستین دولت صلیبی پس از ۴۶ سال سقوط کرد و دیگر دولت‌های صلیبی بیش از پیش در معرض خطر قرار گیرند. با سقوط ادسا، ژوسلین دوم همچنان به حفظ بقایای دولت خود به مرکزیت تل باشر ادامه داد، هرچند به مرور زمان سرزمین و قلمرو باقی‌مانده‌اش توسط مسلمانان فتح یا به بیزانسی‌ها فروخته شد.
خبر سقوط ادسا تأثیر عمیقی بر دو جهان مسیحیان و نیز مسلمانان گذاشت؛ با پیروزی عمادالدین زنگی تلاش مسلمانان برای بازپس‌گیری اراضی از دست رفته افزایش یافت که این مسئله خود سبب شد تا دولت‌های صلیبی در حالت تدافعی قرار گیرند. زنگی که نخستین شخصی به‌شمار می‌رفت که یک دولت صلیبی را سرنگون می‌کرد، لقب «مدافع مذهب» و «المالک المنصور» را دریافت کرد. هرچند شرایط موصل سبب شد تا او ادامه پیشروی در قلمروی باقی‌ماندهٔ ادسا و همچنین انطاکیه را متوقف و عازم خانه شود و به امور داخلی دولت خود بپردازد. با این حال، وی در سال ۱۱۴۶ م توسط غلامش، یارانکاش، کشته و پسرانش نورالدین در حلب و سیف‌الدین غازی در موصل جانشین او شدند.

### کوانتوم پردسسورس و واکنش فرانسه
خبر سقوط ادسا به سرعت به گوش حاکمان اورشلیم و انطاکیه رسید و آن‌ها از آنچه که در ادسا به وقوع پیوسته بود، نگران کرد. شاهزاده انطاکیه، ریمون، به سرعت فرستادگانی را به رهبری اسقف جبله، هیو، به همراه فرستادگان اورشلیم و ارمنستان عازم اروپا کرد تا این خبر را به پاپ، پادشاهان و مسیحیان آنجا برسانند. پیش از رسیدن فرستادگان دولت‌های صلیبی و مسیحی، نخستین روایات از حوادث ادسا در اوایل ۱۱۴۵ توسط زائران اروپایی به اروپا رسید؛ اما برای اطمینان هیو جبله به صورت رسمی و حضوری این خبر را به گوش پاپ اوژن سوم رساند. افزون بر خبر سقوط ادسا، هیو در رابطه با اسقفی که در شرق حکومت می‌کند و قرار است دولت‌های صلیبی را در برابر مسلمانان یاری رساند، اخباری به پاپ داد.
واکنش اروپا به سقوط ادسا و اخبار شرق هرچند آهسته اما از نظر اوژن سوم برنامه‌ریزی‌شده بود. در ۱ دسامبر ۱۱۴۵، پاپ اوژن سوم فرمان و فراخوان کوانتوم پردسسورس را صادر کرد که نخستین نامه و فراخوان باقی‌مانده از پاپ در رابطه با آغاز جنگ صلیبی جدید بود. پاپ اوژن تأکید زیادی بر پیوند دادن این کارزار جدید با دستاوردهای نخستین جنگ صلیبی داشت و از تمامی افراد حاضر در این جنگ خواست تا همچون پیشینیان خود عمل کنند. او با این درخواست سعی داشت نسل کنونی را به دلیل ضعیف عمل کردن نسبت به پیشینیان خود در گسترش قلمروهای مسیحی شرمنده کند. پیشنهاد بخشش گناهان نیز چهار بار در این فرمان ذکر گردید و تکرار شد؛ افزون بر بخشش گناهان، افرادی را که در این جنگ کشته می‌شدند، شهیده نام گرفته و از جایگاهی در بهشت برخوردار می‌شدند.
مقارن با صدور فرمان پاپ، پادشاه فرانسه، لوئی هفتم، در کریسمس و در شهر بورژ اعلام کرد که درصدد سفر زیارتی به شرق و اراضی مقدس است. وی که در نخستین ایام پادشاهی خود درگیر مشکلاتی درونی و بیرونی شده بود، نگران هرج‌ومرج و آشوب‌هایی بود که در غیاب وی امکان داشت به وقوع بپیوندد. افزون بر این، او در آن زمان هنوز وارث مذکری نداشت. پیش از این جنگ، هیچ‌یک از پادشاهان بزرگ اروپا در جنگ صلیبی و سفر به شرق شرکت نجسته بودند و پیشنهاد پادشاه فرانسه از نظر سایرین قدم‌گذاشتن در تاریکی بود. هرچند فراخوان و فرمان پاپ تا آن زمان به شمال فرانسه نرسیده بود و اسقفان فرانسه از جمله اِبوت سوژه نیز تمایلی به موافقت با این خواسته بدون دانستن نظر پاپ نداشتند. با این حال، پیشنهاد و طرح لوئی از جانب دربار و اسقفان رد نشد و در عوض موافقت شد که این جلسهٔ بعدی در عید پاک ۱۱۴۶ در شهر وزلی صبر کنند.

#### برنارد کلروو

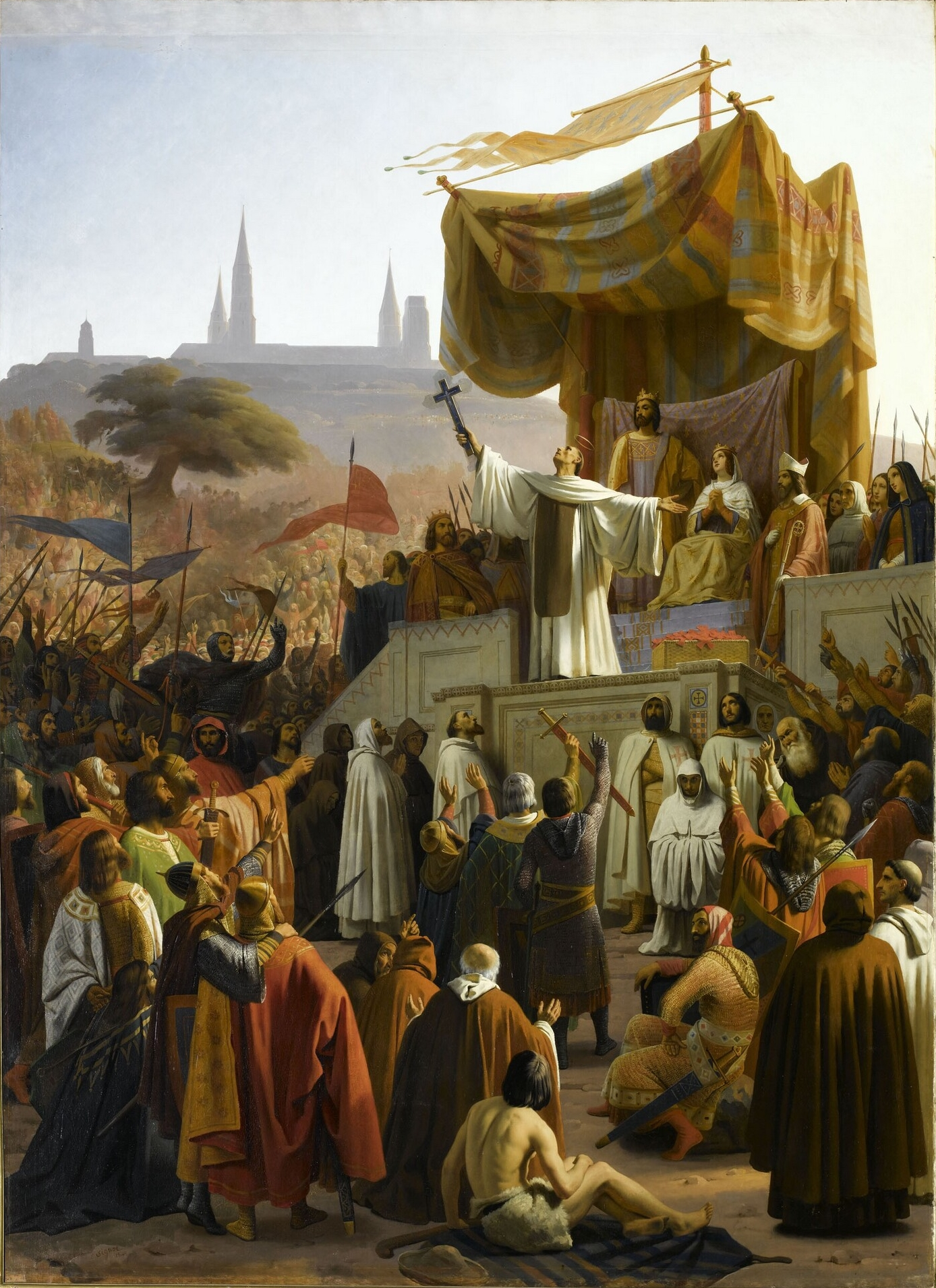
سخنرانی برنارد کلروو در وزلی در حضور پادشاه فرانسه و ملکه در ۱۱۴۶

مشکلات پاپ در رم سبب شد تا او اوژن سوم مرشد و استاد پیشین خود، برنارد کلروو، را مأمور تشویق مسیحیان و پادشاهان از طریق موعظه‌ها و آمرزش‌نامه‌هایش برای شرکت در جنگ صلیبی جدید کند. برنارد در نخستین موعظه خود در وزلی در ۱۱۴۶، ضمن قرائت فرمان پاپ، مسیحیان را برای شرکت در کارزار جدید فراخواند. سخنرانی و موعظه پرشور او سبب شد تا علاوه بر پادشاه فرانسه و همسرش، الینور و سایر اشراف فرانسوی، مردم با هجوم به نمایندگان پاپ خواهان گرفتن صلیب و حضور در لشکرکشی جدید شوند. در ماه‌های بعدی، پاپ و برنارد نمایندگانی را به سایر نقاط اروپا فرستادند تا از مسیحیان آنجا بخواهند که به یاری مسیحیان شرق بشتابند. برنارد در خطابه‌های خود، مردم غرب را مردمانی خوش‌شناس توصیف کرد که فرصت شرکت در چنین کارزاری و بهره‌بردن از ثروت‌های معنوی آن را دارند. علاوه بر این، او تضمین داد که این جنگ صلیبی با موفقیت به پایان می‌رسد.
برنارد کلروو میان اوت ۱۱۴۶ تا مارس ۱۱۴۷، مأموریت سفر خود را برای موعظه مسیحیان اروپا آغاز کرد؛ او نخست از طریق ناحیهٔ فلاندرز و نواحی سفلی، عازم جنوب راین و بازل شد و پس از آن حرکت خود را به شمال آغاز کرد و در دربار پادشاه آلمان، کنراد سوم، در شهر اشپیر حاضر شد و در نهایت به فرانسه بازگشت. با این حال به گمان مورخان و پژوهشگران معاصر، او به افراد و گروه‌های نزدیک می‌شد و آن‌ها را به شرکت در کارزار جدید ترغیب می‌کرد که تعصب و سرسپردگی مذهبی به اراضی مقدس و اماکن مقدس آن سرزمین (این مکان‌ها پس از نخستین جنگ صلیبی گسترش یافته بودند) داشتند. ساخت کلیساهایی همچون کلیساهای اراضی مقدس، ظهور نخستین فرقه‌های نظامی-مذهبی و گسترش اراضی متعلق به آن‌ها در اروپای غربی، یادآورِ گسترش مسیحیت در اروپا بود. افزون بر آن، پس از گسترش و ورود نخستین رهبران صلیبی در ادبیات غرب و تأثیر آن بر نسل جدید سبب شد تا تلاطمی در میان طبقهٔ شوالیه‌ها پدید آید و آن‌ها را مجذوب ایدهٔ شرکت در جنگ صلیبی جدید کرد.
هنگامی که برنارد و سایر واعظان کلیسا در سراسر اروپا مشغول موعظه و تبلیغ بودند، راهب سیسترسی به نام، رادلف، با سخنران و موعظه‌های ضدیهودی، جمعیت زیادی را به سمت خود جذب کرد و از آن‌ها خواست که نخست «کافران موجود در خانه‌ و سرزمین خود» را نابود سازند و پول‌های‌شان را که به گمانش از راه ربا به دست آمده بود، ضبط کنند تا از آن‌ها برای جنگ صلیبی استفاده شود. کلیسا که در بیشتر مواقع مأمور محافظت از جوامع یهودی بود، برای جلوگیری از بی‌نظمی در روند جنگ صلیبی جدید، با استناد به کتب مقدس، اعلام کرد که به یهودیان نباید آسیبی وارد شود. با وجود دستور کلیسا، جوامع یهودی در شمال فرانسه و راینلند مورد حمله قرار گرفتند. این شرایط سبب شد تا برنارد از فلاندرز به آلمان سفر کرد تا این مشکل را حل کرده و مردم را آرام نماید. پس از چندی برنارد، رودلف را در ماینتس یافت و توانست او را ساکت کرده و به صومعه بازگرداند. پس از بازگشت رادلف، کشتار و آزار یهودیان نیز به پایان رسید.
افزون بر اراضی مقدس و شرق، دامنهٔ جنبش صلیبی فراتر از خواسته پاپ رفت و شبه‌جزیره ایبری و سرزمین اسلاوها در شرق آلمان را تحت شعاع قرار داد. محرک این امر حاکمان و پادشاهان بودند که درصدد استفاده از شور و شرق جنبش صلیبی برای پیشبرد قلمروی مسیحیت و قلمروی خویش بودند. این امر با خواستهٔ و ایدهٔ پاپ اوژن سوم و برنارد کلروو هم‌خوانی داشت و آن‌ها ترغیب کرد که از چنین حرکت‌های استقبال و حمایت کنند.

### واکنش آلمان
در پاییز ۱۱۴۶، ایدهٔ کارزار صلیبی جدید فراتر از جذب اشراف فرانسوی رفت. در همان ایامی که برنارد در آلمان و قلمروی کنراد مشغول موعظه بود، پاپ اوژن نیز فرمانی تحت عنوان دیوینا دیسپنساتیونه را برای مردمان ایتالیا و همچنین آلمان صادر کرد. برنارد نیز طی نامه‌هایی از مردمان باواریا و شرق فرانسه خواست که صلیب بگیرند اما به آن‌ها هشدار داد که با عجله و بدون داشتن رهبر مناسب عازم شرق نشوند تا مبادا نتیجه این جنگ همچون جنگ صلیبی فاجعه‌بار عوام‌الناس در سال ۱۰۹۶ شود. نگاه ویژه کلیسا به آلمان برای شرکت در این جنگ و قدرت رهبر آن در جهان لاتین، سبب شد تا پاپ درصدد تقویت روابط خود با پادشاه آلمان یعنی کنراد باشد.
طبق منابع نخستین، کنراد ابتدا درگرفتن صلیب امتناع کرد اما پس از سخنرانی و موعظه برنارد پذیرفت که صلیب بگیرد و عازم شرق شود، هرچند تنها یک منبع برای این روایت وجود دارد. با این حال به نظر می‌رسد در واقعیت کنراد به‌خاطر مسائل داخلی و اختلافات درونی که حکومتش را تحت شعاع قرار داده بود، می‌خواست سفر خود را به شرق به تعویق بیندازد؛ اما به‌خاطر تلاش‌های برنارد در برقراری صلح در سراسر آلمان، برای سفر به شرق به همراه برادرش، فریدریش، اعلام آمادگی نمود و واسال‌های خود را برای شرکت در این لشکرکشی فراخواند.

## جنگ صلیبی در اروپا

### جنگ صلیبی در شبه‌جزیرهٔ ایبری
آفونسوی یکم، پادشاه پرتغال، احتمالاً نخستین حاکمی بود که خود را به دستگاه پاپ نزدیک کرد. او چندین سال در تلاش بود تا لیسبون را از کنترل طوایف و دولت‌های مسلمان خارج کند اما تا آن ایام ناکام مانده بود. زمانی که اروپا با فرمان پاپ اوژن و موعظه‌های برنارد کلروو در حال صلیب‌گرفتن برای آغاز جنگ صلیبی جدید بود، آفونسو با اطلاع از این شرایط، فرصت را مناسب دید تا از نیروهای صلیبی که درصدد حرکت از مسیر دریا به‌سمت شرق با دور زدن شبه‌جزیرهٔ ایبری بودند، یاری بگیرد. برنارد کلروو نیز برای حمایت از آفونسو، نامه‌های متعددی نوشت و با فلاندری‌ها برای کمک رساندن به آفونسو ارتباط برقرار کرد تا آن‌ها را ترغیب به شرکت در این لشکرکشی کند. با این حال، هیچ توافق و عهدی میان طرفین منعقد و ثبت نشد اما دست‌کم مقرر شد تا ناوگانی متشکل از ۱۶۵ کشتی راینلند، فلاندر و قلمروی آنگلو-ساکسون که از بندر دارتموث حرکت می‌کردند، با دور زدن شبه‌جزیرهٔ ایبری عازم اراضی مقدس شوند. در حالی که هیچ فرمان رسمی‌ای از این لشکرکشی باقی نمانده است اما حضور نمایندگان کلیسا همراه با صلیب راستین در این کارزار و مشاهدات برخی شاهدان این لشکرکشی، گسترش جغرافیای جنگ صلیبی در آن ایام را نشان می‌دهد.
برای مهیا کردن شرایط برای ورود نیروهای صلیبی، آفونسو نخست شهر راهبردی و مهم سانتاری را در مارس ۱۱۴۷ تصرف کرد. زمانی که ناوگان صلیبیون به شمال هیسپانیا رسید، آفونسو اسقف شهر پورتو را به استقبال آن‌ها فرستاد. افزون بر خوش‌آمدگویی، مقرر شد تا اسقف پورتو با بیان مزیت و ارزش‌های معنوی فتح لیسبون، صلیبیون را برای شرکت در این جنگ متقاعد کند. در نهایت توافقی صورت گرفت و محاصره لیسبون در ۲۸ ژوئن آغاز شد. در روزهای نخست، پیشروی نیروهای متحد به‌کندی پیش می‌رفت؛ اما نبودِ نیروهای کمکی برای نیروهای مدافع شهر و همچنین کمبود آذوقه در شهر به صلیبیون اجازه داد محاصره را ادامه دهند. سرانجام صلیبیون با برج‌های محاصره و نَقب‌زدن توانستند در ۲۴ اکتبر ۱۱۷۴ وارد شهر شوند و آن را تصرف کنند. پس از تصرف لیسبون، برخی صلیبیون با توجه به شرایط آب‌وهوایی، ترجیح دادند که زمستان را در آن شهر سپری کنند و سپس عازم اراضی مقدس شوند.
محاصره و فتح لیسبون تنها فعالیت صلیبیون در شبه‌جزیره ایبری در سال ۱۱۴۷ نبود. آفونسوی هفتم، پادشاه کاستیا و لئون، نیز همچون پادشاه پرتغال درصدد بود گسترش قلمروی خود را با جنگ مقدس پیوند دهد. او به صلیبیون پیشنهاد کرد به بندر آلمریا در جنوب شبه‌جزیره حمله کنند. برای قانع‌کردن نیروهای صلیبی و به‌خصوص جنوایی‌ها برای شرکت در جنگ، افزون بر امتیازات معنوی، او امتیازات تجاری و مالی قابل توجهی را ارائه کرد. با موافقت صلیبیون، محاصرهٔ آلمریا از ژوئیه ۱۱۴۷ آغاز گشت و پس از دو ماه مقاومت، شهر توسط نیروهای صلیبی اشغال و فتح شد. امتیازات آفونسو به جنوایی‌ها، ترکیب انگیزه‌های مختلف آفونسو را که به نفع خود اوست نشان می‌دهد: «چرا که [جنوایی‌ها] شهر را به افتخار خدا، کل مسیحیت و جنوا تسخیر کردند». در آوریل ۱۱۴۸، پاپ اوژن آفونسو را به حمله به شهر خائن در جنوب شبه‌جزیره تشویق کرد اما این لشکرکشی با شکست همراه شد و بدون نتیجه به پایان رسید.
افزون بر آلمریا، جنوایی‌ها با رامون برنگر چهارم، کنت بارسلون، در ازای مزایای اقتصادی قابل‌توجه از جمله یک‌سوم شهر، برای شرکت در محاصرهٔ شهر ترتسا در شمال شرق شبه‌جزیره به توافق رسیدند. محاصرهٔ این شهر در ۱ ژوئیه ۱۱۴۸ آغاز گشت و سرانجام در ۳۰ دسامبر انجام شد. گرچه آلمریا در سال ۱۱۵۷ توسط مسلمانان بازپس‌گرفته شد، ترتسا و لیسبون برای همیشه تحت کنترل مسیحیان باقی ماند. در هر حال این فتوحات به گمان بسیاری از مورخان جدید، مهم‌ترین دستاورد صلیبیون در جنگ صلیبی دوم بود.

### جنگ صلیبی وندی
با فراگیری جنبشِ صلیب‌گرفتن در آلمان پس از سخنرانی و موعظه‌های برنارد، برخلاف آلمانی‌های جنوب که برای شرکت در کارزار جدید صلیبی داوطلب شده بودند، آلمانی‌های ساکسون در شمال، تمایلی به این کار نشان ندادند. آن‌ها نمایندگانی را عازم فرانکفورت آم ماین کردند تا در مجلس امپراتوری در ۱۳ مارس ۱۱۴۷، ضمن بیان برنامهٔ پیشنهادی خود در دربار امپراتوری، با برنارد ملاقات کنند. آن‌ها پیشنهاد دادند در ازای عزیمت به شرق، با اسلاوهای کافر (وندی‌ها) در مرزهایشان مبارزه کنند. افزون بر این، شمالی‌ها معتقد بودند که ساکنان جزیره روگن تنها برای امنیتشان به مسیحیت گرویده بودند و پس از اطمینان خاطر، دوباره به کیش گذشته بازگشته‌اند. افزون بر آلمانی‌های شمال، دانمارکی‌ها، لهستانی‌ها و برخی اهالی بوهم نیز موافق این طرح بودند و آمادگی خود را برای شرکت در آن اعلام کردند. برنارد با پیشنهاد ساکسون‌ها موافقت کرد و پاپ را از این موضوع مطلع ساخت. پاپ اوژن نیز رسماً این پیشنهاد را در فرمان دیوینا دیسپنساتیونه دو تأیید کرد و در آن بیان داشت که جنگ مقدس علیه وندی‌ها از همان پاداش معنوی جنگ در اراضی مقدس و شبه‌جزیره ایبری برخوردار است. با موافقت پاپ، نماینده او، آنسلم هاولبرگ، فرماندهی نیروهای شمال را در دست گرفت. پیش از این، ساکسون‌ها برای دهه‌ها در حال جنگ با وندی‌ها و قبایل اسلاو در مرزهای خود بودند اما این نخستین بار بود که تحت لوای نیروهای صلیبی با آن‌ها می‌جنگیدند. بنا به گفتهٔ برنارد، هدف اصلی از آغاز جنگ صلیبی در شمال مبارزه با اسلاوهای کافر بود تا آن که «تغییر کیش دهند یا کشته شوند». با این حال مورخان جدید متقدند که علاوه بر دلایل معنوی و اعتقادی، بسیاری از گروه‌ها، همچون شبه‌جزیره ایبری، با هدف گسترش قلمروی خود در این جنگ حاضر شدند.
مشارکت آلمانی‌ها در جنگ جدید صلیبی علیه اسلاو، قبایل اسلاوهای غربی از جمله اوبوتری‌ها را سخت آشفته و خشمگین کرد. آن‌ها برای پیشگیری از آغاز جنگ صلیبی در شمال، در ژوئن ۱۱۴۷ به واگریا در هولشتاین حمله کردند؛ اما نتیجهٔ این حمله خلاف تصوراتشان بود، زیرا جنگ صلیبی در اواخر تابستان همان سال آغاز شد. پس از اخراج اوبوتری‌ها از مناطق مسیحی‌نشین، صلیبیون به قلعهٔ اُبادریت در دوبین و قلعهٔ لیوتیزیان در دمین یورش بردند. نیروهایی که در حمله به دوبین شرکت داشتند مشتکل از کانوت پنجم، اسون سوم، آدلبرت دوم، اسقف اعظم برمن و دوک هاینریش شیر بودند. ارتش ساکسون تحت فرماندهی دوک هاینریشِ شیر سرانجام پس از رضایت نیکلات — رهبر اسلاوها — به انجام غسل تعمید در دوبین، از آن مناطق عقب‌نشینی کرد.

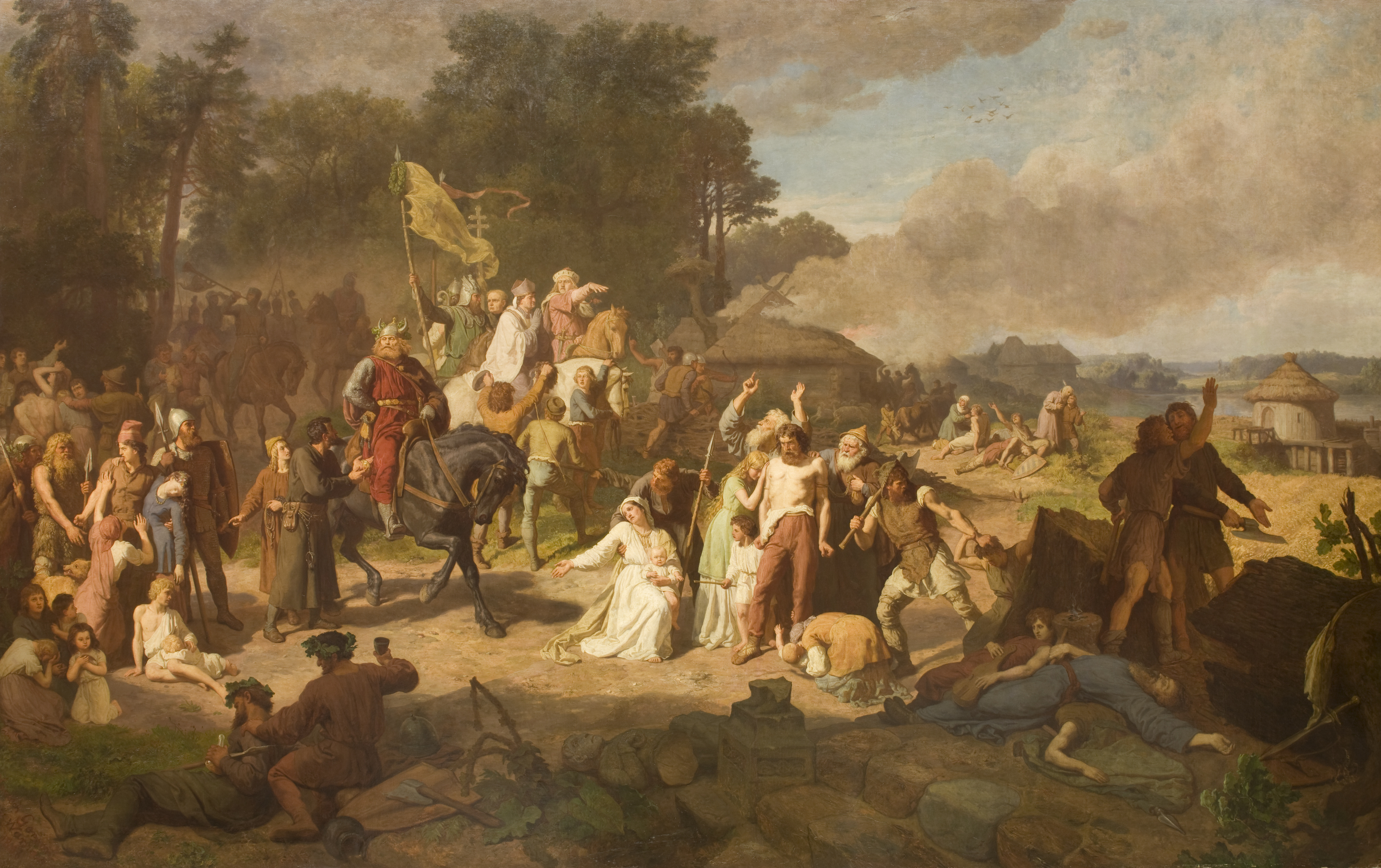
اسیر کردن مردمان وند

پس از محاصرهٔ ناموفق دمین، گروهی از جنگجویان صلیبی با راهنمایی یک مرزبان از مسیر از پیش تعیین‌شده منحرف شده و در عوض به پومرانی حمله بردند. جنگجویان صلیبی که به شهر مسیحی شچچین رسیده بودند، پس از ملاقات با اسقف آلبرت پومرانی و شاهزاده راتیبور یکم پراکنده گشتند. اگرچه جنگ صلیبی به تغییر دین بسیاری از وندها نینجامید، ساکسون‌ها به‌طور قابل توجهی در دوبین توانستند کیش مردمان آنجا را تغییر دهند، هرچند آن‌ها به‌محض متفرق شدن سپاه صلیبیون دوباره به کیش پیشین خود بازگشتند. آلبرت پومرانی در این رابطه می‌گوید که «اگر آن‌ها برای گسترش مسیحیت آمده بودند، باید این کار را با موعظه انجام می‌دادند، نه با بازوهایشان». افزون بر این، بسیاری از حاضران در این جنگ به غارت سرزمین‌ها و کشتار اسلاوها چنین واکنش نشان دادند که «آیا اراضی که ما ویران می‌سازیم، زمین ما نیست؟ یا مردمی که ما با آن‌ها می‌جنگیم مردم ما نیستند؟».
در پایان جنگ صلیبی، مَکلِنبورگ و پومرانی با خونریزی زیاد، به‌ویژه توسط نیروهای هاینریش شیر، غارت و ویران شدند. این امر برای کمک به دستیابی به پیروزی‌های بیشتر توسط مسیحیان در دهه‌های آینده بود. همچنین ساکنان اسلاو طی این جنگ هزینه و زیان زیادی را متحمل شدند که باعث مقاومت محدودشان در نبردهای آینده شد.

## جنگ صلیبی در اراضی مقدس

### نیروها

#### نیروهای مسلمانان
نیروهای زبدهٔ دولت‌های اسلامی در آن ایام معمولاً از ترکان بودند که آموزش نظامی دیده و مهارت‌های زیادی در رزم داشتند. پایه و اساس نظام نظامی در خاورمیانهٔ اسلامی، سیستم نظامی اقطاع زمین بود که در هر منطقه از تعدادی سرباز پشتیبانی می‌کرد. در صورت جنگ، از شبه‌نظامیان أحداث — که معمولاً از قوم عرب بوده و در شهرهای مختلف تحت فرماندهی فردی به‌عنوان رئیس قرار داشتند — خواسته می‌شد که تعداد نیروهای نظامی را با پیوستن‌شان به آن‌ها افزایش دهند. شبه‌نظامیان اَحداث، هرچند کمتر از نیروهای حرفه‌ایِ ترکْ آموزش دیده بودند، اما اغلب به‌شدت توسط دین تهییج می‌شدند و به‌ویژه با مفهوم جهاد، انگیزهٔ زیادی به‌دست می‌آوردند. به‌علاوه پشتیبانی بیشتری نیز می‌توانست از طرف خدمهٔ ترکمان و کردها که در زمان جنگ فراخوانده می‌شدند تأمین شود، هرچند این نیروها تمایل زیادی به سرکشی و تمرد از خود نشان می‌دادند.
فرماندهٔ اصلی مسلمانان از ۱۱۳۸ تا ۱۱۴۹، معین‌الدین اُنر، اتابک شهر دمشق بود. در ظاهر خاندان بوری بر دمشق حکومت می‌کردند، اما فرمانده نظامیان، انر، حاکم واقعی شهر بود. مورخانی همچون دیوید نیکول، انر را به‌عنوان یک فرمانده و دیپلماتی توانا و همچنین به‌عنوان کسی که از هنر حمایت می‌کرده توصیف نموده است. از آن‌جایی که سلسلهٔ بوری در سال ۱۱۵۴ با خاندان زنگی جایگزین شدند، نقش انر در دفع جنگ صلیبی دوم به‌وسیلهٔ مورخان و رویدادنگارانِ وفادار به زنگیان پاک شده است، تا اعتبار رقیب انر، نورالدین زنگی، امیر حلب را افزایش دهند.

#### نیروهای صلیبی
نیروهای آلمانی از حدود ۲۰٬۰۰۰ شوالیه و نیروهای فرانسوی از حدود ۷۰۰ شوالیه از سرزمین پادشاه و تعداد شوالیه‌های جمع‌آوری‌شدهٔ کمتری از سرزمین‌های اشراف و نجبای فرانسوی تشکیل شده بود و پادشاهی اورشلیم نیز نیرویی در حدود ۹۵۰ شوالیه و ۶۰۰۰ پیاده‌نظام داشت. هر دو گروهِ فرانسوی و آلمانی شمار زیادی شهروند و غیرنظامی به‌همراه داشتند که با سپاه‌شان حرکت می‌کردند که اکثریت آن‌ها نتوانستند تا هنگام جنگ صلیبی در سرزمین مقدس زنده بمانند. اد دو دوی راهب حاضر در ایم کارزار، در اثر خویش نوشته است که «ضعیفان و درماندگان، همیشه باری بر دوش فرماندهان و یک منبع قربانی برای دشمنان‌شان هستند». شوالیه‌های فرانسوی جنگیدنِ سواره را ترجیح می‌دادند، درحالی‌که شوالیه‌های آلمانی دوست داشتند پیاده مبارزه کنند. وقایع‌نگار یونانی، ژان کیناموس نوشته است: «فرانسوی‌ها به‌ویژه قادرند با بهترین نظمْ سوارکاری و با نیزه حمله نمایند و سواره‌نظامِ آن‌ها در سریع حرکت کردن از آلمانی‌ها پیش می‌افتند. اگرچه آلمانی‌ها می‌توانند بهتر از فرانسوی‌ها به‌صورت پیاده مبارزه کنند و در استفاده از شمشیرهای بزرگ برتری دارند.»
گرچه کنراد سوم که به‌عنوان یک شوالیهٔ شجاع مطرح شده ولی اغلب در لحظات بحرانی و جنگی، دودل توصیف شده است. لوئی هفتم یک مسیحی مذهبی و دارای حساسیت‌هایی بود که اغلب توسط معاصرانش مانند برنارد کلروو مورد حمله قرار می‌گرفت، مانند این‌که به همسرش، الینور، بیشتر عشق می‌ورزید تا این‌که به جنگ یا سیاست علاقه‌مند باشد. پادشاه انگلستان، استیون، بخاطر دلایل و درگیری‌های داخلی از شرکت در جنگ صلیبی دوم حاضر نشد. دیوید یکم، پادشاه اسکاتلند، نیز پس از اعتراض رعایای خود در حضور در این جنگ و پیوستن به سایر نیروها انصراف داد.

### تلاش برای بازپس‌گیری ادسا

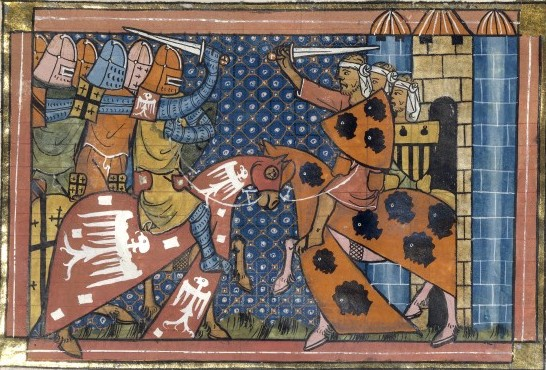
ژوسلین طی نبرد ادسا در سال ۱۱۴۶

در ایامی که اروپا مشغول آماده‌ساختن خود برای آغاز کارزار جدید صلیبی بود، پس از قتل عمادالدین زنگی و هرج‌مرج در قلمروی او ارمنی‌ها و مسیحیان ادسا با ژوسلین دوم ارتباط برقرار کرده و با طرح بازپس‌گیری ادسا را پی‌ریزی کردند. طرح پیشین مسیحیان شهر برای بازپس‌گیری ادسا در ما مه ۱۱۴۶ سرکوب شد و زنگیان برای کنترل جمعیت، خانواده‌های یهودی را در شهر مستقر کردند. ژوسلین به همراه بالدوین مرعش و نیروهایش که متشکل از سواره‌نظام و پیاده‌نظام می‌شد، در اکتبر دولوک را به مقصد ادسا ترک گفتند و در ۲۷ اکتبر به این شهر رسیدند. نیروهای ژوسلین طی شب با کمک مسیحیان داخل شهر با طناب و نردبان توانستند وارد شهر شوند. ژوسلین به سرعت توانست بر شهر مسلط شود اما با عقب‌نشستن نیروهای ترک به قلعه و نداشتن ادوات محاصره از فتح قلعه شهر بازماند. او برای تکمیل پیروزی خود فرستادگانی را عازم دولت‌های صلیبی کرد تا از آن‌ها برای گشایش قلعه ادسا طلب کمک کند. با این حال کنت طرابلس درخواست او را رد کرد. استیون رانسیمان در این رابطه می‌گوید که «اقدام ژوسلین برای بازپس‌گیری ادسا بدموقع بود». در ایامی که نیروهای صلیبی بر شهر مسلط شده بودند، دست به غارت و کشتار مسلمانان شهر زدند. مابقی مسلمانان شهر نیز یا به حران گریختند یا به قلعه شهر پناه بردند.
نورالدین پسر عمادالدین که وارث حکومت او در حلب شده بود، به محض اطلاع از سقوط شهر ادسا، جنگ خود را شاهزاده انطاکیه، ریمون، متوقف کرد. پس از آن از همسایگان خود برای لشکرکشی علیه ژوسلین تقاضای نیرو (لوی ان ماس) کرد. پس از جمع‌شدن نیروهایش، نورالدین با لشکرکشی بالغ بر ۱۰ هزار نفر از حلب عازم ادسا شد. ژوسلین به محض اطلاع از حرکت نورالدین به سمت ادسا، بدون اطلاع و هماهنگی با مسیحیان شهر، مخفیانه از شهر عقب‌نشینی کرد. به محض رسیدن نیروهای نورالدین، نیروهای باقی‌مانده به سرعت درهم شکستند و با دستور نورالدین کشتار مسیحیان و ارمنی‌ها شهر به جرم خیانت آغاز گشت. براساس گفته میخائیل سوری طی دو محاصره ۳۰ هزار نفر کشته و ۱۶ هزار نفر نیز اسیر و برده شدند. با کشتار ادسا، ژوسلین و بالدوین ضدحملاتی را علیه نیروهای نورالدین ترتیب دادند اما همگانی آن‌ها ناکام ماند. بالدوین مرعش کشته و ژوسلین پس از زخمی‌شدن به سامسات فرار کرد. شکست ژوسلین در مقابل نورالدین برای بازپس‌گیری ادسا، پایانی برای کنت‌نشین ادسا و قلمروی آن بود.

### حرکت صلیبیون به سمت شرق
صلیبیون فرانسوی در ۱۶ فوریه ۱۱۴۷ در شهر اتامپ گرد آمدند تا در مورد مسیر حرکت‌شان گفتگو کنند. آلمانی‌ها قبلاً تصمیم گرفته‌بودند تا از راهِ خشکی و از مجارستان عبور کنند، زیرا گذر از مسیر دریا به‌علت خصومت راجر دوم پادشاه سیسیل با کُنراد از لحاظ سیاسی شدنی نبود. بسیاری از نجیب‌زادگان فرانسوی به مسیر زمینی از میان امپراتوری بیزانس، بخاطر شهرت و اثر اقدامات ناخوشایند بیزانسی‌ها در نخستین جنگ صلیبی، اعتماد نداشتند. با این وجود، آنان تصمیم گرفتند به تأثی از کنراد پیروی مسیر خشکی را طی کنند بنابراین در ۱۵ ژوئن حرکت خود را آغاز کردند. راجر دوم از این اتفاق رنجیده خاطر شد و مشارکتش را در تمام اقدامات متوقف کرد. ابوت سوژهدر مدت حضور پادشاه در اراضی مقدس طی مجلسی در اتامپ به‌عنوان نایب‌السلطنهٔ فرانسه انتخاب شد. در آلمان، آدام ابراخ به موعظه‌کردن ادامه داد و اوتو فرایزینگی نیز صلیب برگرفت. آلمانی‌ها برنامه‌ریزی نموده بودند تا در روز عید پاک حرکت‌شان را آغاز کنند اما این حرکت تا ماه مه به عقب افتاد.

#### مسیر آلمانی‌ها

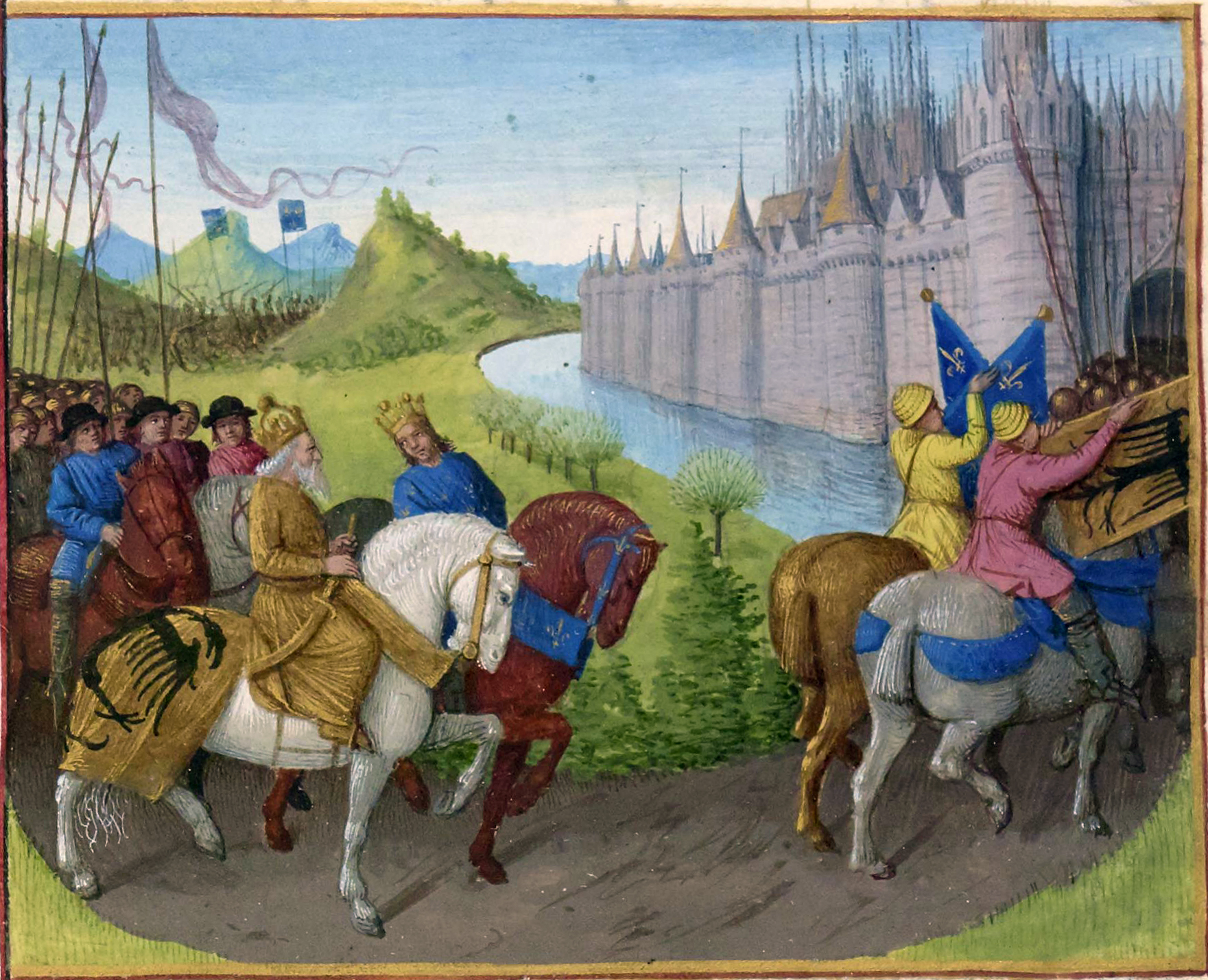
رسیدن نیروهای صلیبی به قسطنطنیه

صلیبیون آلمانی، همراه با نماینده پاپ و کاردینال تئودین، قرار گذاشتند تا در قسطنطنیه به فرانسوی‌ها ملحق شوند. اتوکار سوم اشتایرمارک در وین به کنراد پیوست و دشمن کنراد، گزای دوم پادشاه مجارستان نیز به آن‌ها اجازه داد بدون اینکه آسیبی ببینند از مجارستان بگذرند. هنگامی که ارتش ۲۰٬۰۰۰ نفری آلمان به قلمرو بیزانس وارد شد، امپراتور مانوئل یکم از ترس این‌که مبادا آلمانی‌ها به او حمله کنند، نیروهای بیزانس را برای اطمینان از این‌که مشکلی به‌وجود نمی‌آید به نگهبانی آنان گمارد. درگیری کوچکی با برخی از آلمانی‌های یاغی در نزدیکی پلوودیف و در ادرنه به وقوع پیوست و در آنجا بود که ژنرال بیزانسی، پرساچ با فریدریش بارباروسا خواهرزادهٔ کنراد و امپراتور آینده، به مبارزه پرداخت. کشته‌شدن بعضی از سربازان آلمانی در ابتدای ماه سپتامبر بر اثر سیل، شرایط را وخیم‌تر کرد. در ۱۰ سپتامبر، اگرچه آلمان‌ها به قسطنطنیه رسیدند اما به‌علت روابط ضعیف با مانوئل — که در اثر نبردی به وجود آمده بود — به این نتیجه رسیدند که باید در سریع‌ترین زمانِ ممکن قسطنطنیه را به قصد آسیای کوچک ترک کنند. مانوئل از کنراد درخواست کرد که برخی از نیروهایش را در آن‌جا بگذارد تا به بیزانسی‌ها به دفاع در مقابل حملات راجر دوم — که این فرصت را یافته بود تا شهرهای یونان را غارت کند — کمک نمایند اما کنراد با وجود دشمنی با راجر، با این خواسته موافقت نکرد.
در آسیای صغیر، کنراد تصمیم گرفت که منتظر فرانسوی‌ها نماند و بنابراین حرکت خود را به سمت قونیه، پایتخت سلطنت سلجوقی روم ادامه داد. کنراد ارتش خود را به دو بخش تقسیم کرد. قدرت و اختیار امپراتوری بیزانس در مناطق غربی آسیای کوچک بیشتر اسمی بود تا حقیقی و اکثر این مناطق سرزمین‌های متروکی بودند که توسط عشایر ترک کنترل می‌شدند. کنراد مدت راهپیمایی جنگی در آناتولی را دست‌کم گرفته بود، هرچند فرض بر این بود که اقتدار امپراتور مانوئل در آناتولی بیشتر است اما در واقع این ادعایی بیش نبود. کنراد شوالیه‌ها و بهترین سربازان خود را برای راهپیمایی از راه خشکی انتخاب نمود و غیرنظامیان و شهروندانِ همراهِ سپاهش را به‌همراه اوتو فرایزینگی از راه جادهٔ ساحلی به حرکت درآورد. گروهی که به‌وسیلهٔ کنراد هدایت می‌شد، تقریباً به‌طور کامل توسط سلجوقیان در نبرد دوم دورلیوم در ۲۵ اکتبر ۱۱۴۷ نابود شد.
در نبرد، ترک‌ها از تاکتیک عقب‌نشینی صوری استفاده کرده سپس بازگشته و به نیروی کوچک سواره‌نظام آلمان که از ارتش اصلی برای تعقیب آن‌ها جدا افتاده‌بودند، حمله کردند. کنراد به‌آهستگی عقب‌نشینی به سمت قسطنطنیه را آغاز کرد و ارتش او که آواره و شکست‌خورده در حال عقب‌نشینی بود، هر روز توسط ترک‌ها مورد حمله و آسیب قرار می‌گرفت. حتی کنراد هم در زدوخوردی با آن‌ها مجروح شد. بخش دیگر ارتش که توسط برادر ناتنی پادشاه، اسقف اوتو فرایزینگی رهبری می‌شد، به سمت جنوب و ساحل مدیترانه حرکت کرد و به‌طرز مشابهی در اواخر سال ۱۱۴۷ شکست خورد. نیروی تحت رهبری او که از نظر آذوقه و مواد غذایی در کمبود قرار گرفته بود، در روز ۱۶ نوامبر ۱۱۴۷ در کمین ترک‌ها در نزدیکی لاودیکیا گرفتار شد. اکثریت نیروی اوتو در جنگ کشته یا اسیر شده و به بردگی فروخته شدند.

#### مسیر فرانسوی‌ها

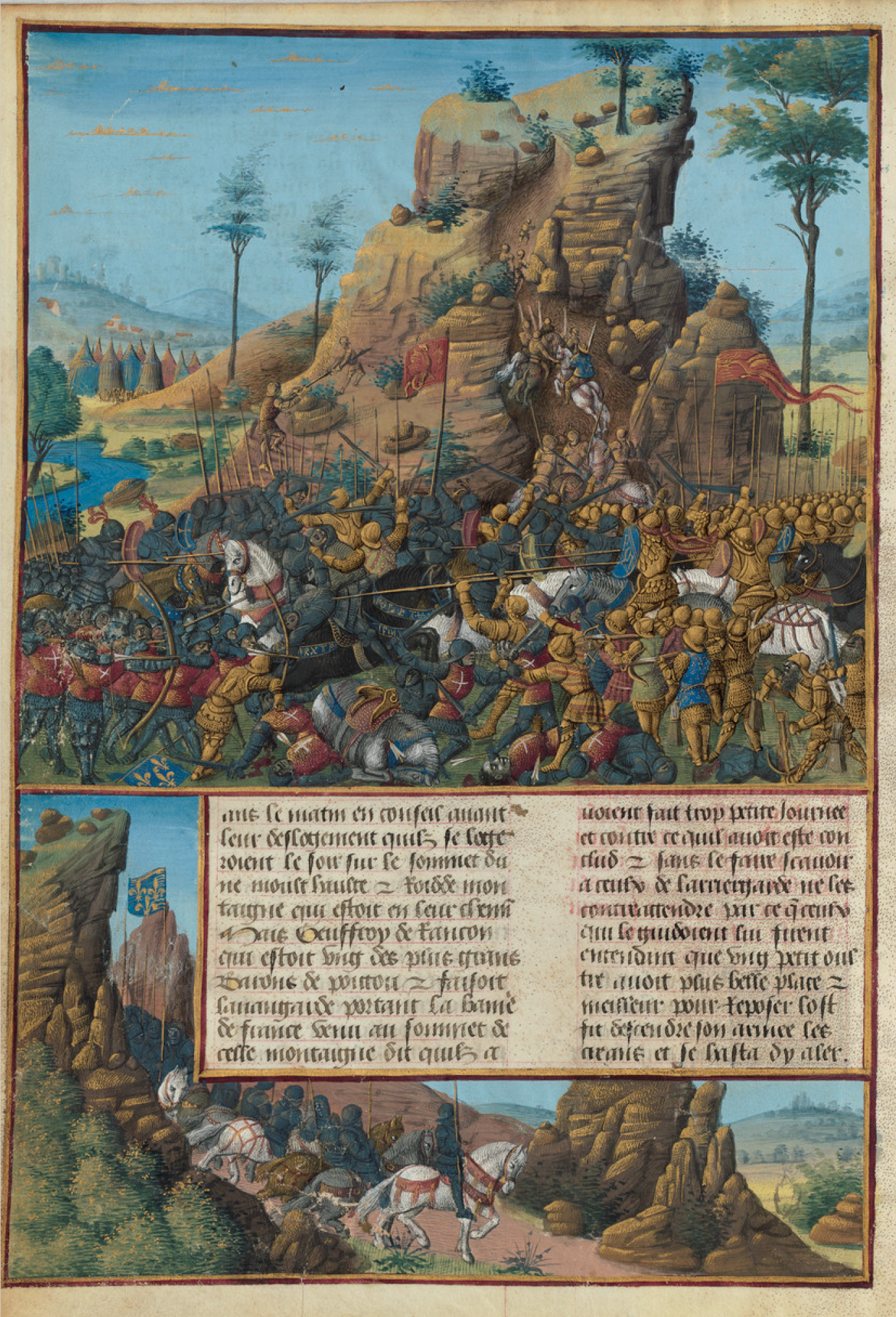
نگاره‌ای مرتبط با نبرد مونت کادموس در کتاب مسافر آن سوی دریاها

صلیبیون فرانسوی حرکت‌شان را در ژوئن ۱۱۴۷ از مِتس به رهبری لوئی، تیری، کنت فلاندرز، رجینالد اول کنت بار، امدوس سوم، کُنت ساووآ و برادر ناتنی او ویلیام پنجم مونفرارت، ویلیام هفتم اُورن و دیگران، همراه با ارتش‌هایی از لورن، برتانی، بورگوندی و آکیتن آغاز کردند. نیرویی از پروانس، به رهبری آلفونس تولوز، تصمیم گرفت تا ماه اوت صبر کند و از راه دریا بگذرد. لوئی در ورمس، به جنگجویان صلیبی نرماندی و انگلیس پیوست. آن‌ها از روش کنراد در سفری مسالمت‌آمیز پیروی می‌کردند، هرچند هنگامی گزای دوم، پادشاه مجارستان، پی‌برد که لوئی به یک غاصب مجارستانی، به نام بوریس کالامانوس اجازهٔ پیوستن به سپاهش را داده است، با لوئی درگیر شد. روابط در ایالات بیزانس نیز بسیار وخیم بود؛ لورنی‌ها، که پیشاپیش بقیه فرانسوی‌ها حرکت می‌کردند، با آلمانی‌های جامانده‌ای که در راه می‌دیدند، درگیر می‌شدند.
بر طبق اسناد اصل مذاکرات بین لوئی و مانوئل یکم، مانوئل عملیات نظامی خود را علیه سلطنت سلجوقی روم متوقف کرد، و با دشمنش سلطان مسعود یکم قرارداد آتش‌بس منعقد کرد. این امر به مانوئل کمک کرد تا بتواند به دفاع از امپراتوری خود در مقابل جنگجویان صلیبی بپردازد که پس از نخستین جنگ صلیبی به دزدی و خیانت و غارتگری شهرت پیدا کرده بودند و به‌طور گسترده‌ای مظنون به تهیه نقشه‌هایی شوم علیه قسطنطنیه بودند. با این وجود، روابط مانوئل با ارتش فرانسویان بهتر از روابطش با آلمانی‌ها بود و لوئی، سخاوتمندانه در قسطنطنیه پذیرفته شد. برخی از فرانسوی‌ها که از آتش‌بس «مانوئل» با سلجوقیان خشمگین شده بودند، راجر دوم را به اتحادی نظامی برای حمله به قسطنطنیه فراخواندند اما لوئی توانست آن‌ها را مهار کند.
هنگامی که ارتشی از ساووآ، اُورن و مونفرارت از مسیر زمینی و از طریق ایتالیا و گذر از بندر بریندیزی به بندر دراج، به لوئی در قسطنطنیه پیوست، کل ارتش او به‌وسیلهٔ کشتی و از تنگهٔ بسفر به آسیای کوچک منتقل شد. یونانیان با شایعاتی که حکایت از تسخیر قونیه به‌دست آلمانی‌ها داشت، تهییج شده‌بودند، اما مانوئل هیچ سربازی به لوئی نداد. بیزانس مورد حملهٔ راجر دوم، پادشاه سیسیل واقع شده بود و مانوئل تمام ارتش خود را در پلوپونز نیاز داشت. آلمان‌ها و فرانسوی‌ها هریک برخلاف نخستین جنگ صلیبی بدون هیچ کمکی از سوی بیزانسی‌ها به آسیا وارد شدند. مانوئل نیز طبق سوگندی که توسط پدربزرگش آلکسیوس یکم بنیان گذاشته شد، از فرانسویان درخواست کرد تا سوگند بخورند که هر سرزمینی را که تصرف کنند، به امپراتوری بازگردانند.
فرانسوی‌ها بقایای ارتش کنراد را در لوپادیون دیدند و کنراد به نیروهای لوئی پیوست. آن‌ها مسیر ساحلی اوتو فرایزینگی را به‌سمت ساحل مدیترانه دنبال کردند و در ماه دسامبر به شهر اِفِسوس رسیدند و در آنجا دریافتند که ترک‌ها آمادهٔ حمله به آن‌ها شده‌اند. مانوئل همچنین سفیری را برای شکایت از غارت و چپاولی که لوئی در طول مسیر انجام داده بود فرستاد و به او اطلاع داد که هیچ تضمینی وجود ندارد که بیزانسی‌ها به لوئی در برابر هجوم ترک‌ها کمک نمایند. در همین حال، کنراد بیمار شد و به قسطنطنیه بازگشت و در آن‌جا مانوئل شخصاً از او مراقبت کرد و لوئی بدون توجه به هشدارهای حملهٔ ترک‌ها، همراه با بازماندگان فرانسوی و آلمانی‌ها از افسوس به راه افتاد. ترک‌ها که آمادهٔ حمله بودند در نبردی در خارج از افسوس، از فرانسویان شکست خوردند. فرانسوی‌ها، کمین دیگر ترک‌ها در رود مندر را نیز دفع کردند.
در اوایل ژانویه ۱۱۴۸، آن‌ها به لودیکیا در لیکوس رسیدند. اندکی پیش از این سپاه اوتو فرایزینگی در نزدیکی همان منطقه نابود شده بود. در ادامهٔ راهپیمایی، پیش‌قراولان تحت فرماندهی آمدوس سوم، کنت‌ساووآ در مونت کادموس از سپاه لوئی جدا شدند و در همین نقطه بود که نیروهای لوئی متحمل خسارات و تلفات سنگینی از سوی ترک‌ها شدند. طبق گفتهٔ اد دو دوی، خود لوئی از صخره‌ای بالا رفت و توسط ترک‌ها که او را نمی‌شناختند، نادیده گرفته شد. ترک‌ها حملهٔ بیشتری به او نکردند و فرانسوی‌ها به سمت آدالیا رفتند درحالی که به‌طور مداوم از سوی ترک‌ها مورد حمله قرار می‌گرفتند. همچنین ترک‌ها هرچیز را که در راه‌شان بود سوزانده بودند تا فرانسوی‌ها نتوانند برای خود و اسب‌هاشان خوراک تهیه کنند. لوئی که دیگر نمی‌خواست از راه زمینی ادامه دهد، تصمیم گرفت ناوگانی را در آدالیا گرد آورد تا از راه دریا به انطاکیه حرکت کند. پس از تأخیر یک‌ماهه به‌علت طوفان، بیشتر کشتی‌های وعده‌داده شده به آن‌جا نرسیدند. لوئی و دوستانش سوار بر کشتی شدند، در حالی‌که بقیهٔ سپاه صلیبی که تقریباً به‌طور کامل توسط ترک‌ها یا بیماری‌ها از بین رفته بود، مجبور به راهپیمایی طولانی‌مدتی به سمت انطاکیه از راه خشکی گردیدند.

### سفر به اورشلیم

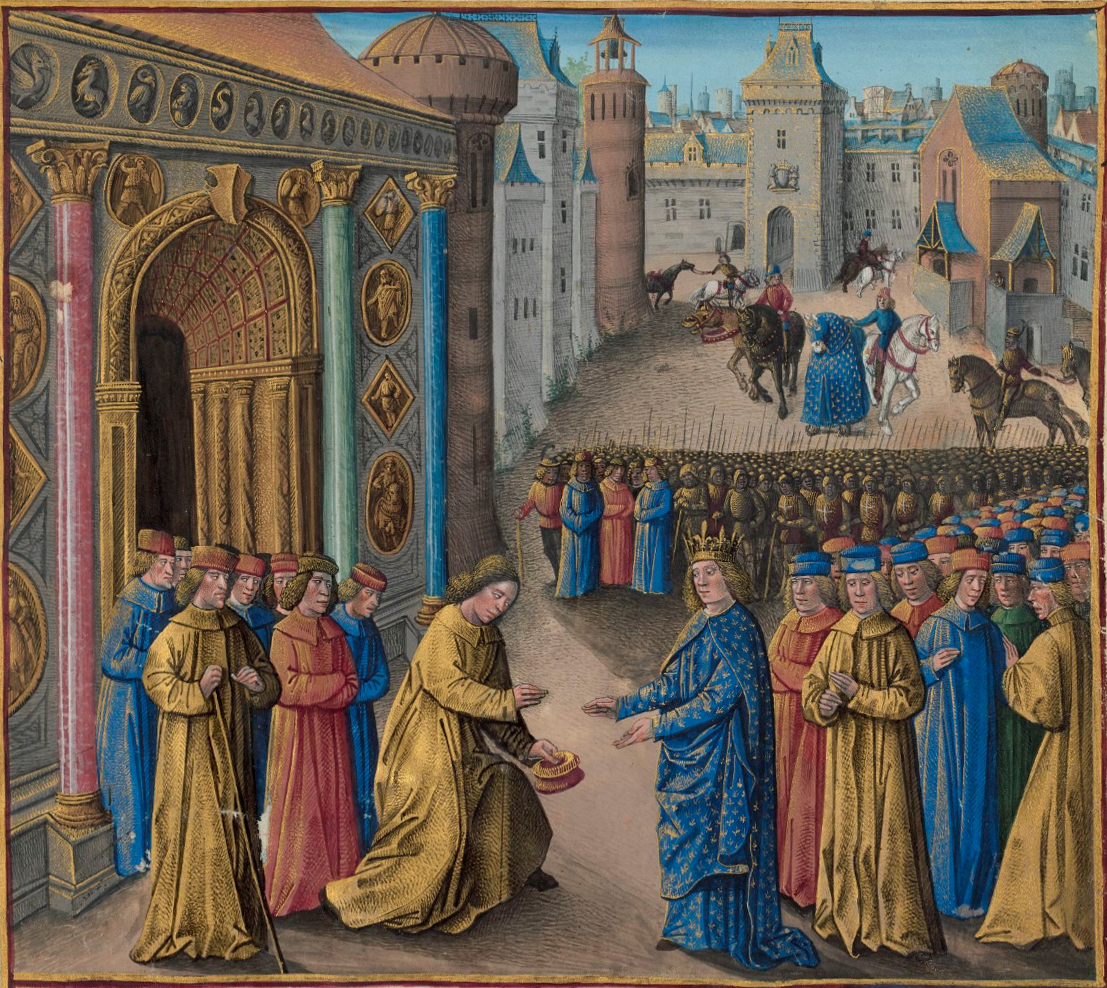
استقبال ریمون، شاهزاده انطاکیه، از لوئی و همراهانش در انطاکیه در ۱۹ مارس ۱۱۴۸

سرانجام لوئی پس از تأخیری که به‌علت طوفان به‌وجود آمده بود، در ۱۹ مارس به انطاکیه رسید. آمدوس سوم، کنت‌ساووآ نیز در قبرس و در طول مسیر درگذشت. ریمون، شاهزاده انطاکیه و عموی الینور از لوئی به گرمی استقبال نمود. ریمون از لوئی انتظار داشت که به او برای دفاع در برابر ترک‌ها کمک کند و همچنین او را برای اردوکشی علیه حلب که شهر مسلمانان بود و دروازه‌ای به ادسا محسوب می‌شد، یاری رساند، اما لوئی نپذیرفت و ترجیح داد به‌جای تمرکز بر جنبهٔ نظامی جنگ صلیبی، با رفتن به اورشلیم زیارت خود را به اتمام برساند. الینور از اقامت در آن‌جا لذت برد، اما عمویش از او درخواست کرد که آن‌جا بماند و به بزرگ کردن سرزمین‌های خانوادگی‌اش کمک کند و اگر پادشاه از کمک نظامی به آن‌ها خودداری کرد لوئی را طلاق دهد. در طول این دوره، انتشار شایعاتی دربارهٔ روابطِ میان ریمون و الینور موجب تنش در زندگی مشترک لوئی و الینور شد. لوئی همراه با الینور که در بازداشت بود به‌سرعت انطاکیه را به‌سمت طرابلس ترک گفت.
در همین حال، اوتو فرایزینگی و بقیهٔ نیروهایش در اوایل آوریل، و کمی پس از آن، کنراد به اورشلیم وارد شدند. فالک، اسقف‌اعظم اورشلیم، دعوت‌نامه‌ای برای لوئی فرستاد و از او خواست تا به آن‌ها ملحق شود. در همین هنگام ناوگانی که در لیسبون متوقف شده بود و همچنین پروانسی‌هایی که اروپا را تحت فرمان آلفونسو ژردان، کنت تولوز ترک کرده بودند نیز به اورشلیم رسیدند. آلفونس خود نتوانست اورشلیم را ببیند زیرا در قیساریه درگذشت. او توسط برادرزاده‌اش ریمون دوم، کنت طرابلس که از نفوذ سیاسی او در آن‌جا بیمناک بود، مسموم شد. این ادعا که آلفونسو توسط ریمون مسموم شده است، باعث شد تعداد زیادی از نیروهای پروانسی آن‌جا را ترک کرده و به خانه بازگردند. تمرکز اصلی جنگ صلیبی، در ابتدا بر ادسا بود، اما بالدوین سوم، پادشاه اورشلیم و شوالیه‌های معبد هدف‌شان ترجیحاً دمشق بود.
در پاسخ به ورود جنگجویان صلیبی، نایب‌السلطنهٔ دمشق، معین‌الدین انر، به‌سرعت برای جنگ آماده شد و به تقویت استحکامات دمشق، مرتب کردن نیروهای نظامی در شهر و انحراف و از بین بردن منابع آب در امتداد مسیر دمشق پرداخت. انر از حاکمان زنگی حلب و موصل — که معمولاً رقیب او بودند درخواست کمک کرد، هرچند نیروهای این دولت‌ها به‌موقع به دمشق نرسیدند تا در نبرد بیرون دمشق شرکت کنند. تقریباً قطعی است که حاکمان زنگی، عمداً در فرستادن نیروهای خود به دمشق سستی کردند، به این امید که رقیب‌شان انر شهر خود را به جنگجویان صلیبی ببازد.

### شورای پالماریا در عکا
اشراف و نجیب‌زادگان اورشلیم، از ورود نیروهای اروپایی استقبال کردند و اعلام شد که شورایی برای تصمیم‌گیری در مورد بهترین هدف برای جنگجویان صلیبی برگزار خواهد گردید. این شورا در ۲۴ ژوئن ۱۱۴۸، هنگامی که مجلس اعلای اورشلیم همراه با جنگجویانِ صلیبیِ تازه‌وارد از اروپا در نخلستانی در نزدیکی عکا — یکی از شهرهای بزرگ پادشاهی اورشلیم — گردآمدند، برگزار شد. این جلسه دیدنی‌ترین گردهمایی این مجلس در طول موجودیتش بود.
در نهایت و پس از گفتگوها در این شورا، تصمیم حمله به شهر دمشق گرفته شد. دمشق که در گذشته در شمار متحدان پادشاهی اورشلیم قرارداشت، اما به تازگی در سال ۱۱۴۷، با زنگیان پیمان وفاداری بسته و به دیگر متحد پادشاهی یعنی شهر بصری حمله کرده بود. مورخانِ پیشین تصمیم محاصره کردن دمشق، به جای «ادسا» را به عنوان «اقدامی نابخردانه» در نظر گرفته‌اند. با توجه به تنش‌های بین انر، اتابک دمشق و قدرتِ نوظهورِ زنگیان، بسیاری از مورخان استدلال کرده‌اند که نیروهای صلیبی بهتر بود توان خود را بر روی زنگی‌ها متمرکز می‌کردند. مورخان معاصر نظیر دیوید نیکول از تصمیم حمله به دمشق دفاع کرده‌اند و معتقدند که دمشق قدرتمندترین دولت مسلمان در جنوب سوریه بوده و اگر مسیحیان می‌توانستند دمشق را به چنگ بیاورند، می‌توانستند در برابر قدرت روبه‌رشد زنگیان نیز بیشتر مقاومت کنند. از آن‌جایی که انر آشکارا ضعیف‌تر از دو حاکم دیگر مسلمان بود، این امر که نورالدین در آینده‌ای نزدیک دمشق را تسخیر می‌کرد، اجتناب‌ناپذیر بود؛ بنابراین تسخیر این شهر به‌دست سپاه صلیبی، بهتر از چیرگی زنگیان بر آن بود. در ماه ژوئیه سپاه صلیبی‌ها شامل ۵۰٬۰۰۰ جنگجو در طبریه گرد آمدند و از راه بانیاس در نزدیکی دریاچه طبریه به دمشق حمله بردند.

### محاصره دمشق

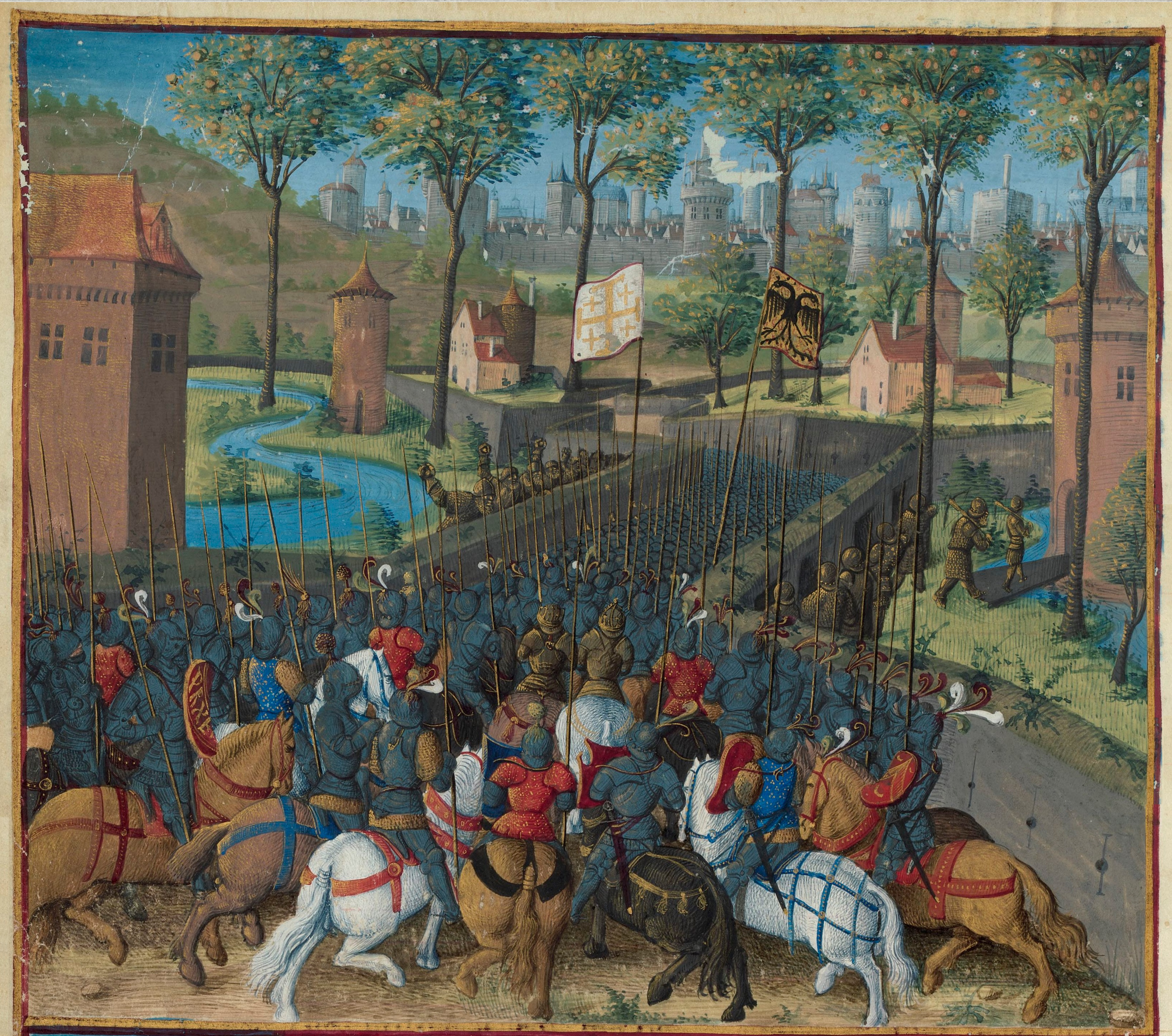
محاصره دمشق، نگاره‌ای در کتاب مسافر آن سوی دریاها متعلق به قرن ۱۵ میلادی

صلیبیون تصمیم گرفتند تا از غرب شهر و جایی که باغ‌های میوه آذوقه‌شان را تأمین می‌کرد، به دمشق حمله کنند. آن‌ها در ۲۳ ژوئیه به داریا رسیدند. روز بعد، مسلمانان که برای حمله آماده شده بودند، پیوسته از میان باغ‌های خارج دمشق آنان را تحت حمله قرار دادند. مدافعان از سیف الدین، امیر موصل و نور الدین، امیر حلب که شخصاً حمله‌ای به اردوگاه جنگجویان صلیبی را رهبری می‌کردند، درخواست کمک کردند. صلیبی‌ها مجبور به عقب‌نشینی از دیوارها به سمت باغ‌ها شدند و در آنجا در کمین مسلمانان افتاده و مجبور به جنگ تن‌به‌تن با آنان شدند.
طبق گفته‌های ویلیام صوری، در ۲۷ ژوئیه، صلیبیون تصمیم به حرکت به سمت دشتی را گرفتند که در شرق شهر قرار داشت و از استحکامات کمتری برخوردار بود اما آب و غذای کمتری نیز در آن یافت می‌شد. برخی از مورخان نوشته‌اند که انر به رهبران صلیبی رشوه داده‌بود که به موقعیتی با قابلیت دفاعی کمتری بروند و همچنین انر قول داده بود، اگر صلیبیون به خانه‌شان بروند، اتحاد خود را با نورالدین زنگی قطع کند. در همین حال نورالدین و سیف‌الدین به نزدیکی دمشق رسیدند. با وجود نورالدین در میدان جنگ، بازگشت صلیبیون به موقعیت بهتر پیشین‌شان غیرممکن بود. اربابان محلی، از ادامهٔ محاصره خودداری کردند و سه پادشاه نیز هیچ گزینه‌ای جز رها نمودن شهر نداشتند. در ۲۸ ژوئیه، ابتدا کنراد و پس از او، بقیهٔ سپاه تصمیم گرفتند به اورشلیم عقب‌نشینی کنند؛ هرچند عقب‌نشینی همگانی آن‌ها، موجب شد که تیراندازان ترک تعقیب‌شان کنند و پیوسته آن‌ها را در طول عقب‌نشینی مورد حمله و آسیب قرار دهند.

## نتایج

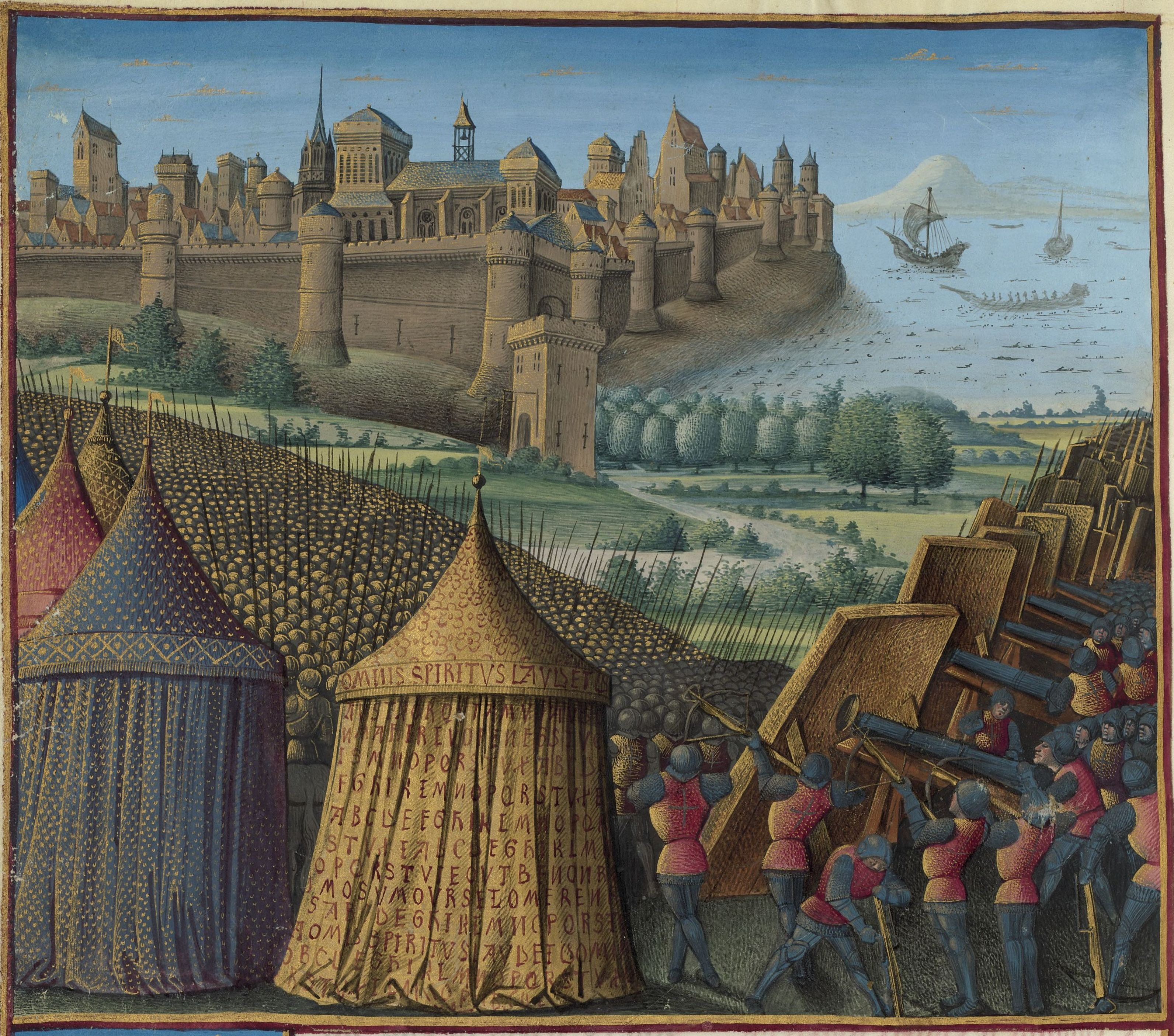
نگاره‌ای از محاصرهٔ اشکلون در کتاب مسافر آن سوی دریاها

در جریان این جنگ، هر یک از نیروهای مسیحی، گمان می‌بردند که از طرف دیگری به آن‌ها خیانت شده است. نقشهٔ جدیدی برای حمله به اشکلون طراحی شد و کنراد سربازانش را به سوی آن‌جا فرستاد، اما به‌دلیل کمبود اعتماد ناشی از محاصرهٔ شکست‌خوردهٔ پیشین، هیچ نیرویی برای کمک به او نرسید. این بی‌اعتمادی متقابل به‌دلیل شکست، برای یک نسل باقی ماند و به ویرانی پادشاهی مسیحی در سرزمین مقدس منجر شد. کنراد پس از ترک اشکلون، به قسطنطنیه بازگشت تا اتحاد خود را با مانوئل ادامه دهد. لوئی تا سال ۱۱۴۹ در اورشلیم باقی ماند. اختلافات بر زندگی مشترک لوئی و الینور نیز اثر گذاشت و باعث از بین‌رفتن آن در طول جنگ صلیبی شد. لوئی و الینور، در آوریل ۱۱۴۹، با کشتی‌های جداگانه‌ای به‌سوی فرانسه بازگشتند.
در اروپا برنارد کلروو با این شکست تحقیر شده بود. برنارد وظیفهٔ خود دید تا با ارسال پوزش‌نامه‌ای به پاپ، که آن را در قسمت دوم کتاب معرفتِ خود قرار داده است، توضیح دهد که چگونه گناهان جنگجویان صلیبی باعث سختی، ناکامی و شکست آن‌ها شد. تلاش او برای فراخوان جنگ صلیبی جدیدی با شکست روبه‌رو شد و در مجموع او سعی کرد نقش خود را در شکستِ مفتضحانهٔ جنگ صلیبی دوم کم رنگ نشان دهد. او در سال ۱۱۵۳ درگذشت. فارغ از برنارد، تأثیرات فرهنگی جنگ صلیبی دوم در فرانسه برخلاف آلمان بیشتر بود. این تأثیرِ قابل توجه با نغمه‌سرایی‌های بسیاری که به عشق‌ورزی الینور و ریمون می‌پرداختند همراه بود و به رشد موضوعاتی چون عشقِ درباری کمک کرد. برخلاف کنراد، جنگ صلیبی وجههٔ لوئی را در میان بسیاری از فرانسوی‌ها بهبود داد و آن‌ها او را به‌عنوان پادشاهی رنج‌کشیده و زائری که به‌آرامی مجازات‌های خدا را تحمل می‌کرد، می‌پنداشتند.
روابط میان امپراتوری بیزانس و فرانسوی‌ها در جنگ صلیبی به‌شدت آسیب دید. لوئی و دیگر رهبران فرانسوی آشکارا امپراتور مانوئل اول را متهم به همدستی و توطئه با ترک‌ها و حملات آنان به فرانسوی‌ها در هنگام اردوکشی‌شان در آسیای صغیر کردند. خاطرات جنگ دوم صلیبی، دیدگاه فرانسوی‌ها نسبت بیزانس را در قرن‌های دوازدهم و سیزدهم میلادی تحت تأثیر قرار داد. در خود امپراتوری، جنگ صلیبی به‌عنوان یک پیروزی بزرگ دیپلماسی یاد می‌شد. اسقف‌اعظم سالونیک در ستایش امپراتور مانوئل گفته است:
او توانست با دشمنانش با مهارتِ رشک‌آوری معامله کند و با هدف برقراری صلح و آرامش، آن‌ها را با یکدیگر بازی دهد.
جنگ‌های ابتداییِ وندی به نتایج گوناگونی دست یافت. هنگامی که ساکسون‌ها جایگاه‌شان را در واگریا و پلابیا تثبیت می‌کردند، پاگان‌ها کنترل زمین‌های اوبوتری‌ها را که در شرق لوبک بود، حفظ کردند. ساکسون‌ها همچنین از رئیس نیکلات خراج دریافت می‌کردند که آنان را قادر به استعمار اسقف‌نشین هاولبرگ کرد و باعث آزادی برخی از زندانیان دانمارکی شد. با این حال، رهبران مختلف مسیحی، به همتایان خود بدگمان بودند و یکدیگر را به خرابکاری در این مبارزه متهم کردند. در ایبری، مبارزات در اسپانیا و محاصرهٔ لیسبون، از پیروزی‌های کوچک و ماندگار مسیحیان در جنگ دوم صلیبی به‌شمار می‌رفت. مسیحیان این پیروزی را به‌عنوان یکی از نبردهای سرنوشت‌ساز در جنگ‌های گستردهٔ بازپس‌گیری اندلس می‌دیدند، که در سال ۱۴۹۲ و با سقوط امیرنشین غرناطه پایان یافت.
در شرق، وضعیت برای مسیحیان بسیار تاریک بود. در سرزمین مقدس، جنگ صلیبی دوم عواقب طولانی‌مدت و فاجعه‌باری برای اورشلیم در پی داشت. اتابک انر در سال ۱۱۴۹ درگذشت، و امیر ابوسعید مجیرالدین ابق ابن محمد پس از او قدرت را در دمشق به دست گرفت. از آن‌جایی که مؤیدالدوله بن صوفی، رئیس دمشق و فرماندهٔ شبه‌نظامیان اَحداث، احساس می‌کرد گروه احداث نقش عمده‌ای در شکست جنگجویان صلیبی دوم ایفا کرده‌اند، خود را لایق سهم بیشتری از قدرت می‌دانست و دو ماه پس از مرگ انر، شورشی را علیه ابق به راه انداخت. جنگ داخلی در درون دمشق به پایان دولت بوریان در مدت پنج سال منجر شد. دمشق که دیگر اورشلیم را به عنوان متحد خود نمی‌دید، پس از مدتی و طی محاصرهٔ کوتاهی به‌وسیلهٔ نورالدین زنگی در سال ۱۱۵۴ فتح و به قلمروی زنگیان ضمیمه شد.
بالدوین سوم سرانجام در سال ۱۱۵۳، اشکلون را تصرف کرد که به‌عنوان دروازهٔ ورودی مصر شناخته می‌شد. پادشاهی اورشلیم توانست پیشروی‌های در مصر داشته باشد و به‌طور خلاصه در دههٔ ۱۱۶۰ توانست قاهره را محاصره کند. در این میان، روابط صلیبیون با امپراتوری بیزانس متغیر بود و ارسال نیروهای تقویتی از اروپا پس از فاجعهٔ جنگ صلیبی دوم بسیار کم شد. پادشاه اورشلیم، امالریک یکم، اتحادی نظامی با بیزانس بست و در سال ۱۱۶۹ همراه با یکدیگر حمله‌ای به مصر ترتیب دادند، اما این اردوکشی سرانجام به‌وسیلهٔ سپاهیان ارسال‌شده از سوی نورالدین زنگی که به درخواست العاضد، خلیفهٔ فاطمی و وزیرش، شاور بن مجیر السعدی به آنجا خوانده شده بودند، شکست خورد. این سپاه را اسدالدین شیرکوه و برادرزاده‌اش، صلاح‌الدین رهبری می‌کردند. پس از ورود به قاهره و با برکناری و قتل شاور، شیرکوه به وزارت مصر رسید؛ اما تنها پس از دو ماه و با مرگ ناگهانی شیرکوه، صلاح‌الدین به‌جای او به مقام وزارت در دستگاه خلافت فاطمی رسید. او در سال ۱۱۷۱، ادعایش بر سلطنت مصر را اعلام کرد و با خواندن خطبه به نام خلیفهٔ عباسی، مصر و سوریه را متحد و خلافت فاطمی را منقرض اعلام کرد و پادشاهی صلیبی را کاملاً در محاصره گرفت. در این میان، اتحاد نظامی بیزانس با مرگ امپراتور مانوئل اول در سال ۱۱۸۰ به پایان رسید و در سال ۱۱۸۷ اورشلیم تسلیمِ صلاح‌الدین شد. پس از آن نیروهای او به سمت شمال گسترش یافتند تا همهٔ ایالت‌های صلیبی را تسخیر کنند، اما مقاومت شهرهای باقی‌مانده در دست صلیبیون در برابر وی و همچنین درخواست کمک آنها از غرب سبب شد تا جنگ صلیبی سوم آغاز گردد.

## منبع‌شناسی

### اسناد و مکاتبات
- کوانتوم پردسسورس یا فرمان پاپ اوژن سوم، فراخوان عمومی در پاسخ به سقوط ادسا در سال ۱۱۴۴ برای شروع جنگ صلیبی جدید در اراضی مقدس بود.[۱۵۰][۱۵۱]
- نامهٔ ۴۸ پاپ اوژن سوم (Letter XLVIII) که در آن پاپ از پادشاه فرانسه، لوئی هفتم، توصیه و خواسته است که در جنگ صلیبی جدید به همراه نیروهای فرانسوی تحت امر خود شرکت کند.[۱۵۲][۱۵۳]
- نامه‌های کنراد سوم که شامل سه نامهٔ است که نامهٔ نخست او خطاب به پاپ اوژن است که در مارس ۱۱۴۷ نوشته و در آن کنراد، پاپ را از برنامهٔ خود را برای شرکت در جنگ صلیبی آگاه می‌کند. دو نامه دیگر او به ویبالد، راهب اعظم کروی و ستوولو در سال ۱۱۴۸ است. در نامهٔ نخست (ژانویه و فوریه ۱۱۴۸) او به راهب ویبالد، کنراد برنامهٔ سفر خود را به شرق و همچنین اهداف و نقشه‌هایش را تشریح می‌کند. نامهٔ دیگر به راهب ویبالد (سپتامبر ۱۱۴۸)، کنراد ضمن بیان اتفاقات و نتایج فاجعه‌بار این جنگ صلیبی، راهب اعظم را از بازگشت قریب‌الوقوع خود به خانه آگاه می‌کند.[۱۵۴]
- نامهٔ لوئی هفتم به ابوت سوژه که در مارس/آوریل ۱۱۴۸ نوشته شده است، که در آن لوئی اخبار و مسائل شرق لاتین را برای او شرح داده است.[۱۵۵]
- نامهٔ پیتر کلونی به پادشاه سیسیل، راجر دوم که در حدود سال ۱۱۵۰ نوشته است. در این نامه پیتر کلونی از پادشاه سیسیل می‌خواهد که میان لوئی هفتم و کنراد سوم میانجی‌گری کند. در ادامه نیز از او می‌خواهد به‌عنوان مجازات «خیانت پادشاه کنراد طی جنگ صلیبی دوم» به حمله بیزانس کند.[۱۵۶]